# Simple Song of Freedom
"Simple Song of Freedom" is een nummer geschreven door Bobby Darin en voor het eerst uitgebracht door de Amerikaanse folkzanger Tim Hardin in 1969.
"Simple Song of Freedom" is een protestlied tegen oorlog en voor verzoening. Darin schreef het nummer naar aanleiding van verschillende nieuwsgebeurtenissen, zoals de Vietnamoorlog en de moord op John F. Kennedy. In 1969 had Hardin getekend bij Columbia Records en nam hij het nummer op. Het werd een bescheiden hit, en haalde de 50e positie in de Billboard Hot 100 en plek 15 in de Nederlandse Top 40. Het was zijn enige commerciële succes in de Verenigde Staten. Het gebrek aan succes kwam mede door Hardins heroïneverslaving waardoor hij het nummer niet in de media kon promoten. Op het Woodstockfestival bracht Hardin het nummer ook ten gehore. In 1971 nam Darin zelf een versie van het nummer op.

## NPO Radio 2 Top 2000
| Nummer met noteringen in de NPO Radio 2 Top 2000 | '99  | '00 | '01  | '02-'04 | '05  | '06 | '07  |
| ------------------------------------------------ | ---- | --- | ---- | ------- | ---- | --- | ---- |
| Simple Song of Freedom                           | 1670 | -   | 1635 | -       | 1934 | -   | 1951 |

1. ↑  Een '-' betekent dat het nummer niet was genoteerd en een vetgedrukt getal geeft de hoogste notering aan.
2. ↑  Deze tabel is bijgewerkt tot en met de meest recente editie (2024).